# Пйотр Ставарчик
Пйотр Ставарчик (пол. Piotr Stawarczyk, нар. 29 вересня 1983, Краків, Польща) — польський футболіст, захисник футбольної команди «Рух». Вихованець «Вісли». З «Рухом» підписав контракт 4 липня 2009. В сезоні 2013/14 разом з «Рухом» завоював бронзові медалі чемпіонату Польщі з футболу.